# Sgùrr nan Eag
Der Sgùrr nan Eag ist ein als Munro eingestufter, 924 m (3.031 ft) hoher Berg in den Cuillin Hills auf der schottischen Isle of Skye in der Council Area Highland. Sein gälischer Name kann in etwa mit Spitze der Scharten übersetzt werden.
Geologisch besteht der Sgùrr nan Eag wie der gesamte Westteil der Cuillin Hills aus Gabbro und Basalt und weist wie die übrigen Gipfel in diesem Teil der Cuillin Hills steile und felsige Flanken auf. Er liegt in den Black Cuillin, dem westlichen Teil der Cuillin Hills und ist deren südlichster Munro, zugleich auch der südlichste Munro auf Skye. Durch diese Lage bietet sein Gipfel weite Aussichten über die südlich von Skye liegenden Inseln der Inneren Hebriden wie etwa Rùm und Canna. Anders als der nördlich benachbarte, 944 m (3.097 ft) hohe Munro Sgùrr Dubh Mòr liegt der Sgùrr nan Eag direkt auf dem Hauptgrat der Black Cuillin. Vom Gipfelcairn des Sgùrr nan Eag führt der Hauptgrat der Black Cuillin nach Nordwest und dann nach Norden zum Bealach a’ Garbh-Choire auf knapp 800 m Höhe, der ihn vom Sgùrr Dubh an Da Bheinn trennt, dem nur wenige Meter niedrigeren westlichen Vorgipfel des Sgùrr Dubh Mòr. Die Westflanke beider Gipfel fällt steil zum Ufer des kleinen Loch Coir’ a’ Ghrunnda ab, der mit einem Wasserspiegel auf rund 700 m Höhe der höchstgelegene See auf Skye ist. Der in etwa von Nordwest nach Südost verlaufende Gipfelgrat des Sgùrr nan Eag führt nach Südosten über den 895 m (2.936 ft) hohen Corbett-Top Sgùrr a’ Choire Bhig weiter zum 895 m (2.936 ft) hohen Gars-bheinn. Während die Nordostseite des Sgùrr nan Eag mit steilen Felsflanken in das An Garbh-choire abfällt, das sich nach Osten bis an das Ufer von Loch Coruisk erstreckt, ist die ebenfalls steile Südwestseite des Berges mehr grasdurchsetzt und fällt bis ans Ufer des Soay Sound ab, der Skye von der kleinen Nachbarinsel Soay trennt. 

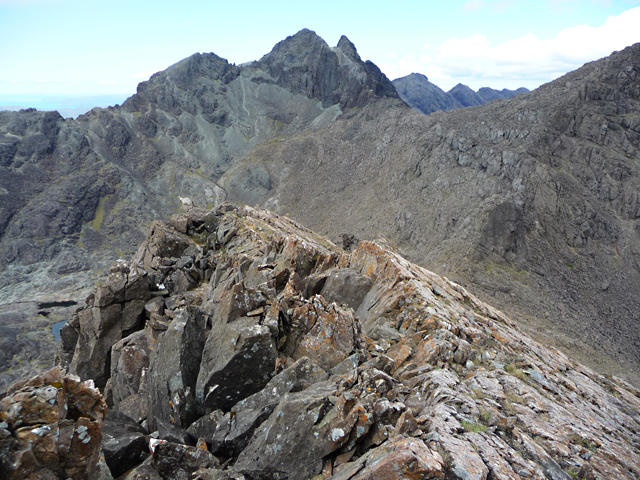
Der felsige Nordgrat des Sgùrr nan Eag, im Hintergrund der Sgùrr Alasdair
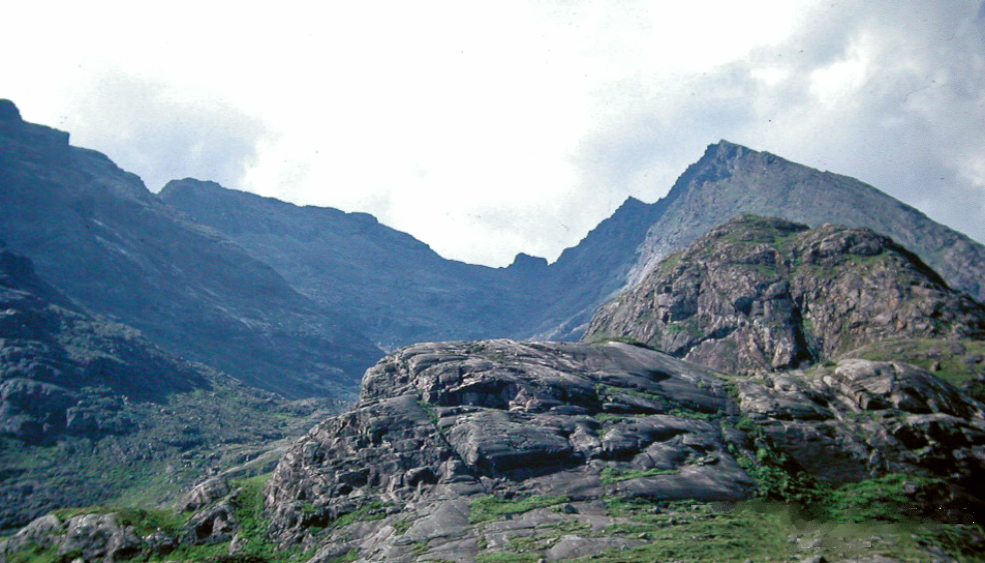
Blick von Osten aus dem An Garbh-choire zum Sgùrr Dubh Mòr (rechts) und Sgùrr nan Eag (links)
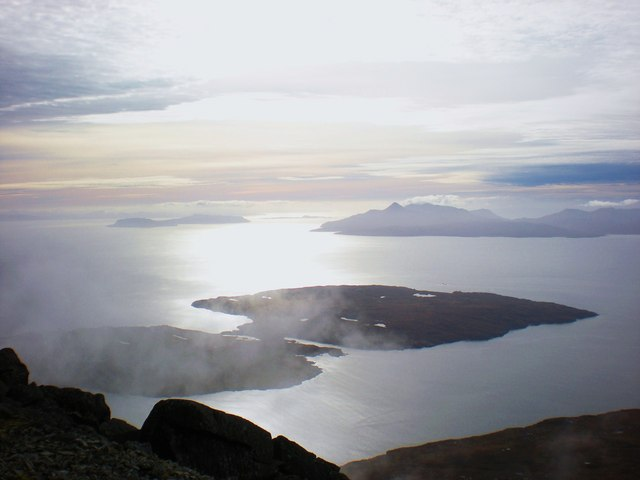
Blick vom Gipfel Sgùrr nan Eag nach Süden über den Soay Sond mit der benachbarten Insel Soay
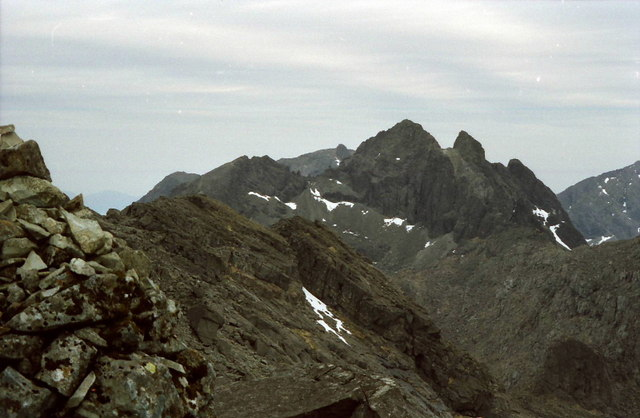
Der Gipfelcairn des Sgùrr nan Eag, im Hintergrund der Sgùrr Alasdair

Eine Besteigung des Sgùrr nan Eag erfordert, auch wenn er nicht zu den schwersten Gipfeln der Cuillin Hills zählt, auch auf der einfachsten Route Schwindelfreiheit und Grundkenntnisse der Fortbewegung in alpinem Gelände. Auch der Anmarsch stellt Herausforderungen an das Orientierungsvermögen und die Ausdauer. Ausgangspunkt ist der Parkplatz am Ende der Single track road durch das Glen Brittle südlich von Glenbrittle House. Von dort führt der Anstieg unterhalb des Coire Lagan und südwestlich um die westlichen Ausläufer des Sgùrr Alasdair querend bis in das steile Coir’ a’ Ghrunnda, über das der Talkessel mit dem Loch Coir’ a’ Ghrunnda erreicht wird. Der Aufstieg führt vom Seeufer steil über die Nordwestflanke und den Nordgrat zum Gipfel des Sgùrr nan Eag. Viele Munro-Bagger besteigen den Sgùrr nan Eag zusammen mit dem nördlich benachbarten Sgùrr Dubh Mòr, der über den Bealach a’ Garbh-Choire vom Nordgrat aus erreichbar ist. 